# 真慶観
真慶観（しんけいかん）は、中国雲南省昆明市盤竜区拓東路82号にある昆明市最大の明清時代の道観で歴史的建築。

## 概要

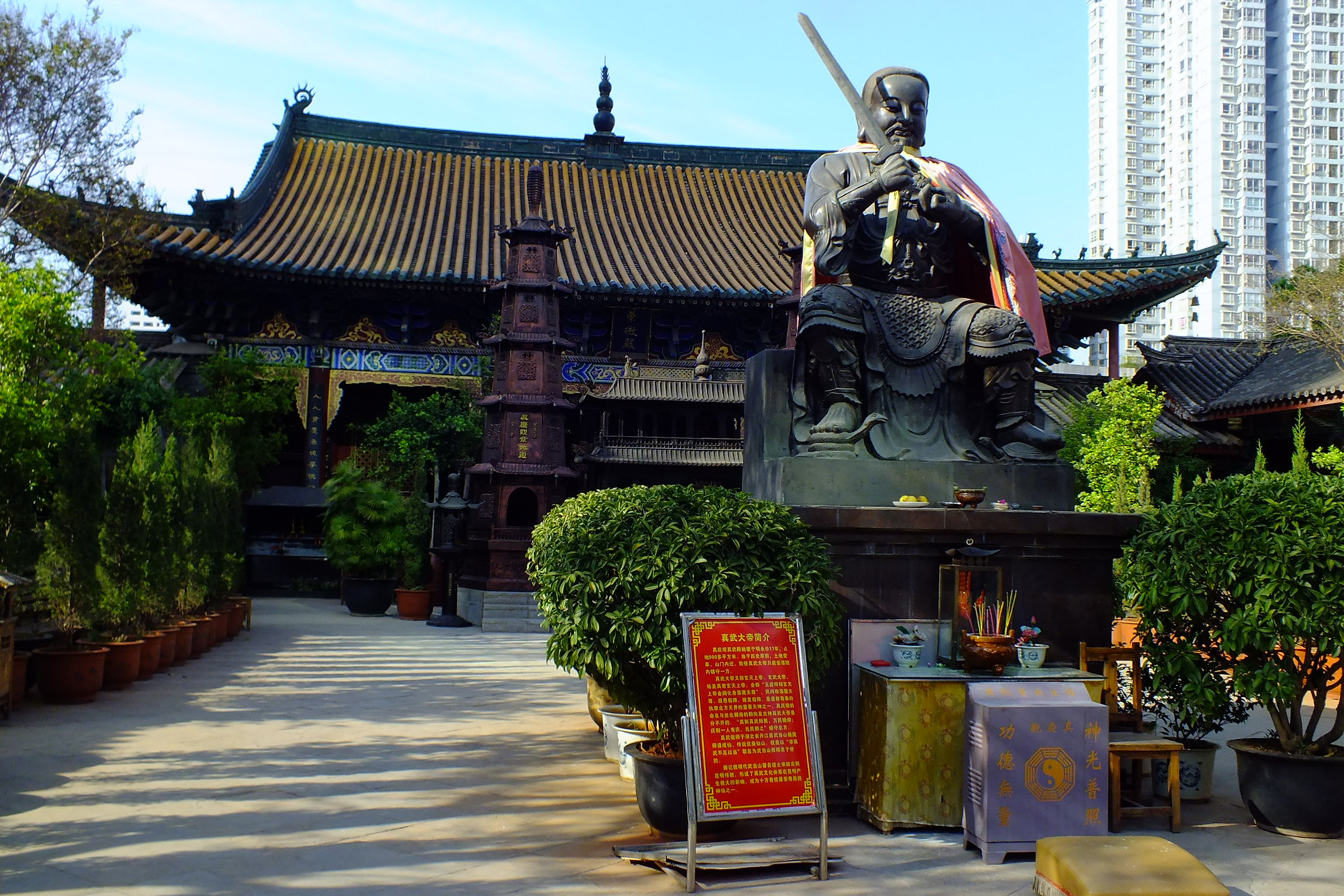
紫微殿

敷地面積約2.13haを持ち、ほぼ完全な形で当時の様式を伝えており、雲南の歴史、芸術、宗教を伝えるものとして重要である。1993年には昆明市の文化財に指定され、1998年には雲南省の文化財として指定された。2006年には国の重要文化財（全国重点文物保護単位）に指定された。

## 歴史

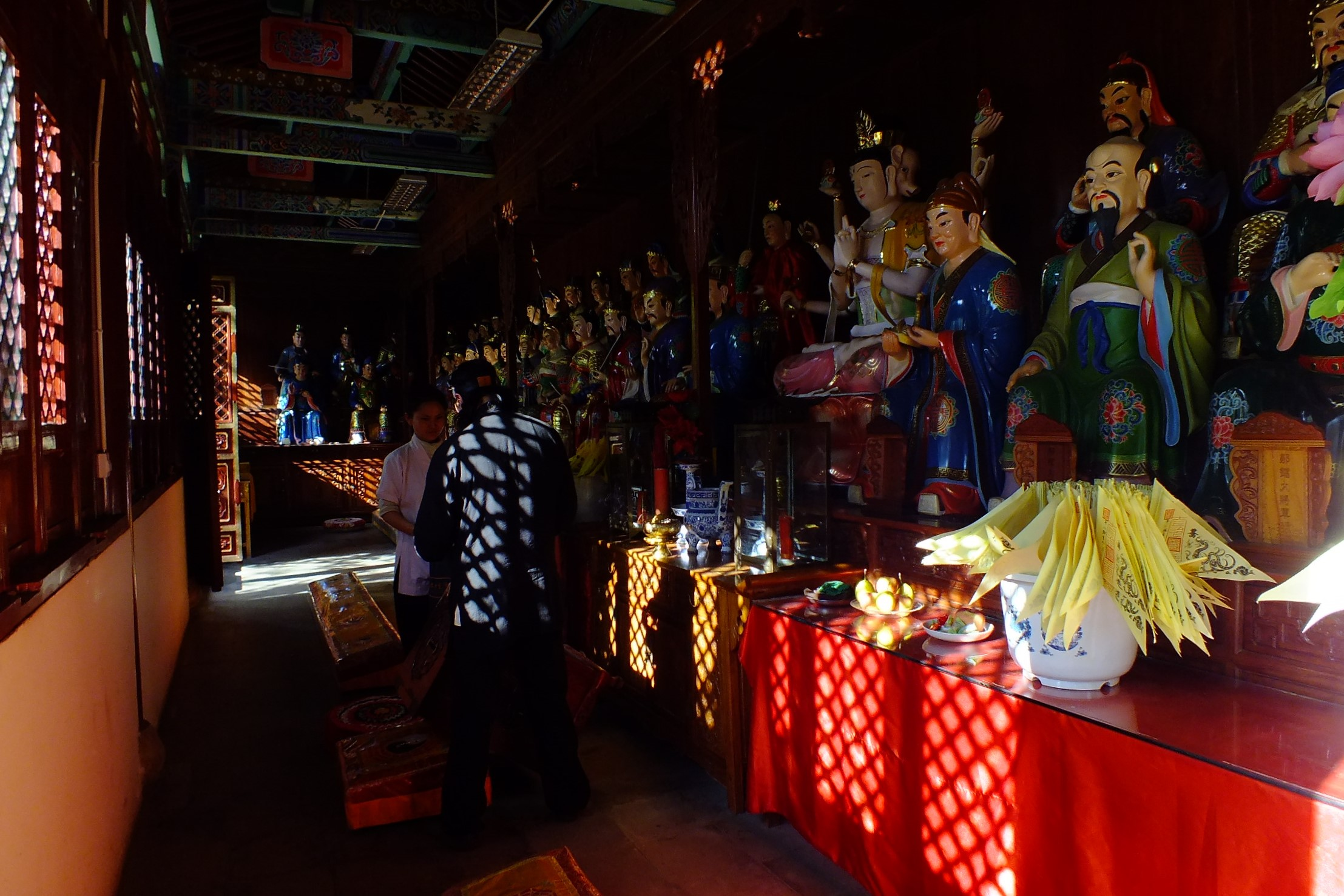
元辰殿

元代の創建で元の名称は真武祠と称し、1431年に再建され現在の真慶観となる。1444年には前殿及び東西の回廊が増設される。1789年には大改修が行われた。前殿、紫微殿、老君殿からなり3殿は南向きに一直線上に並ぶ。辛亥革命以降は昆明でも道教が衰退する。
1984年には昆明市と盤竜区は紫微殿を修復した。

## ギャラリー

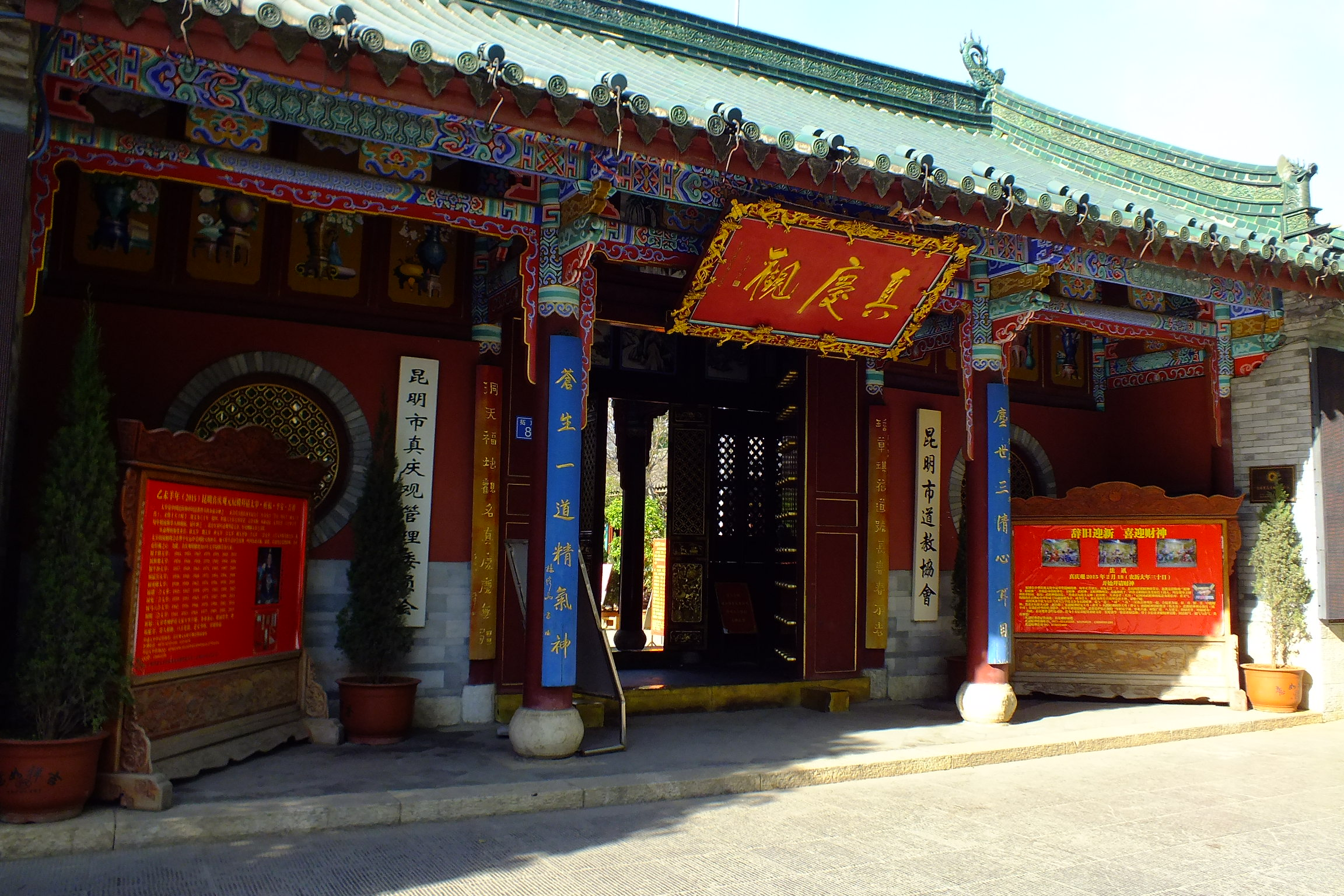
山門全景
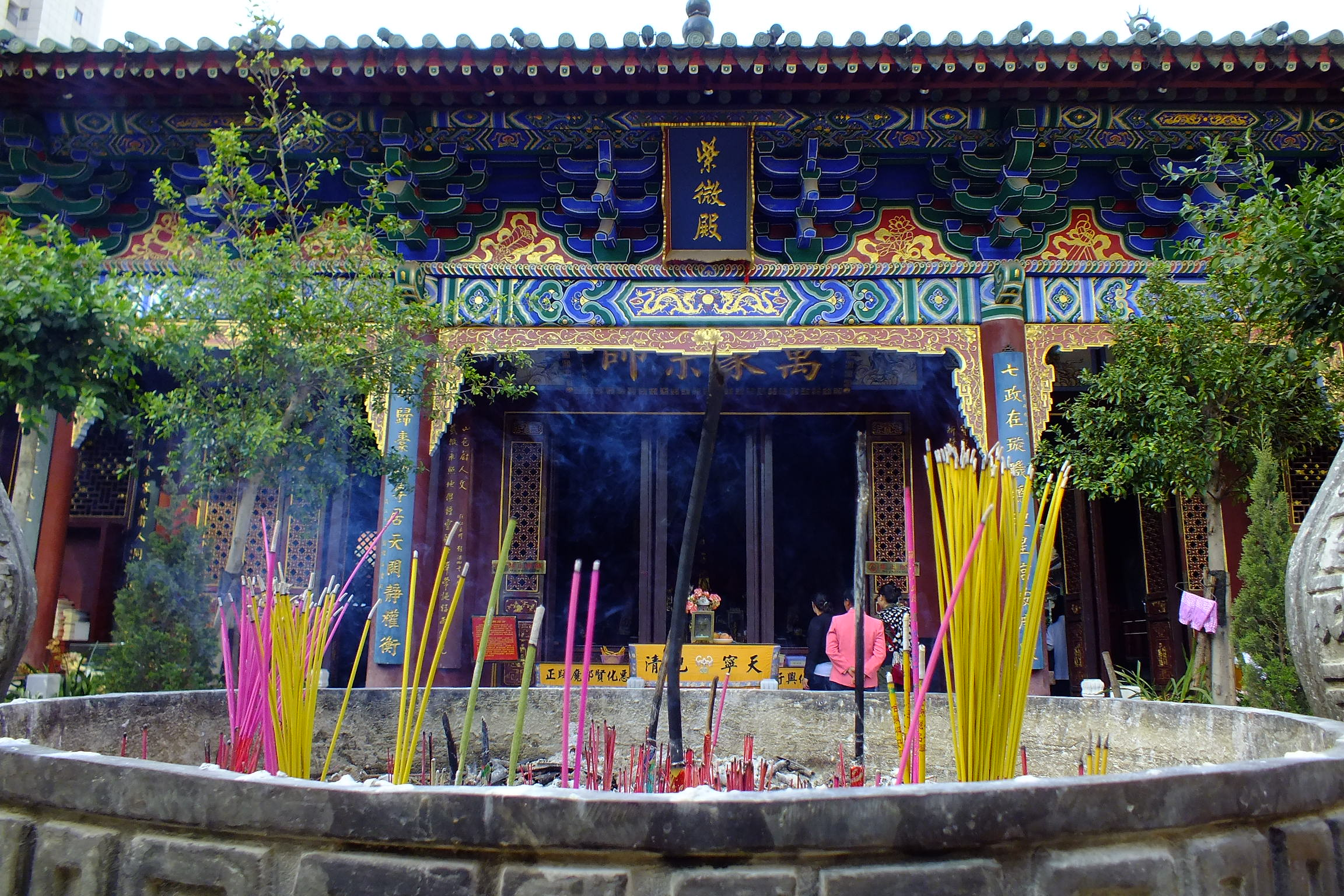
紫微殿正面
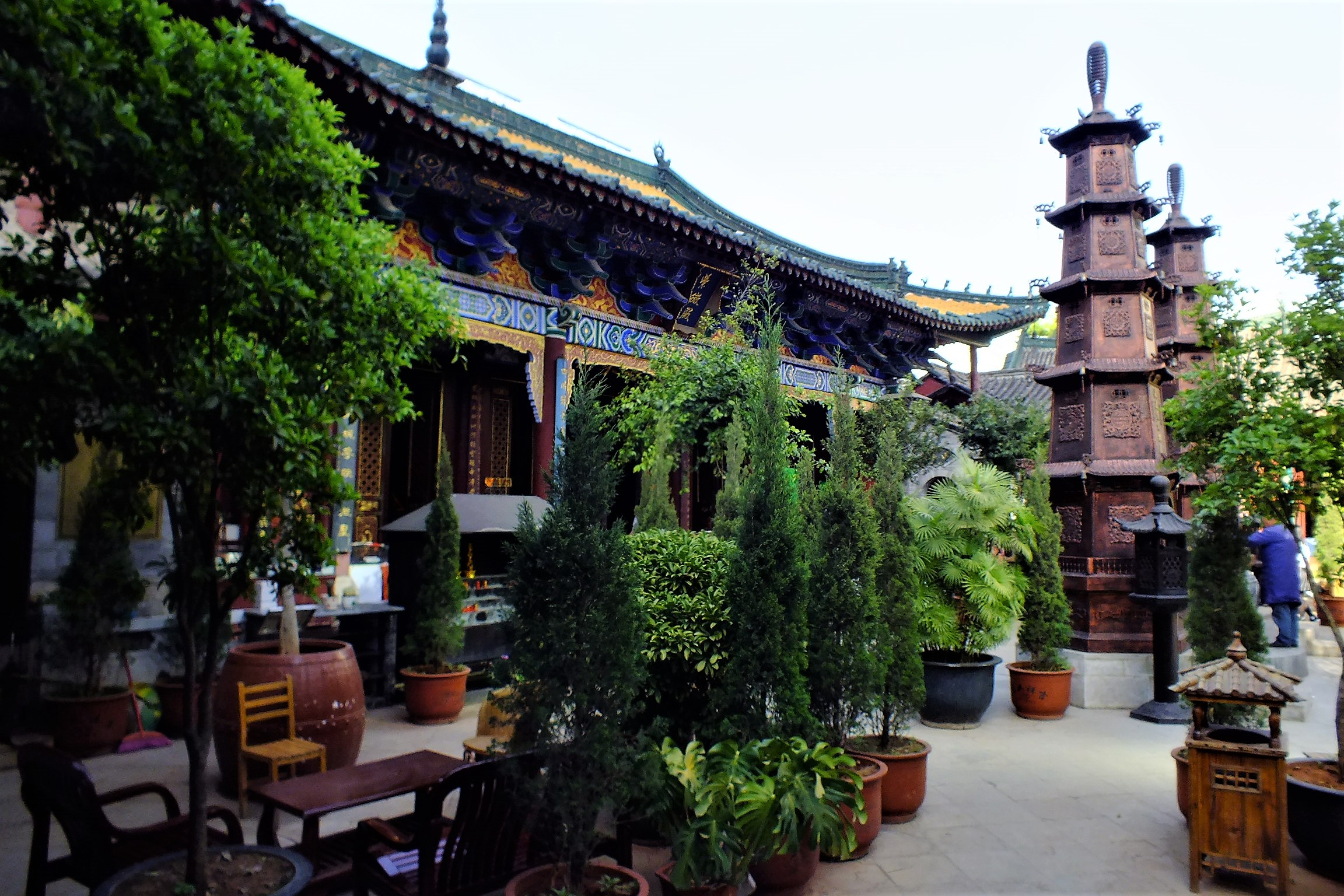
紫微殿
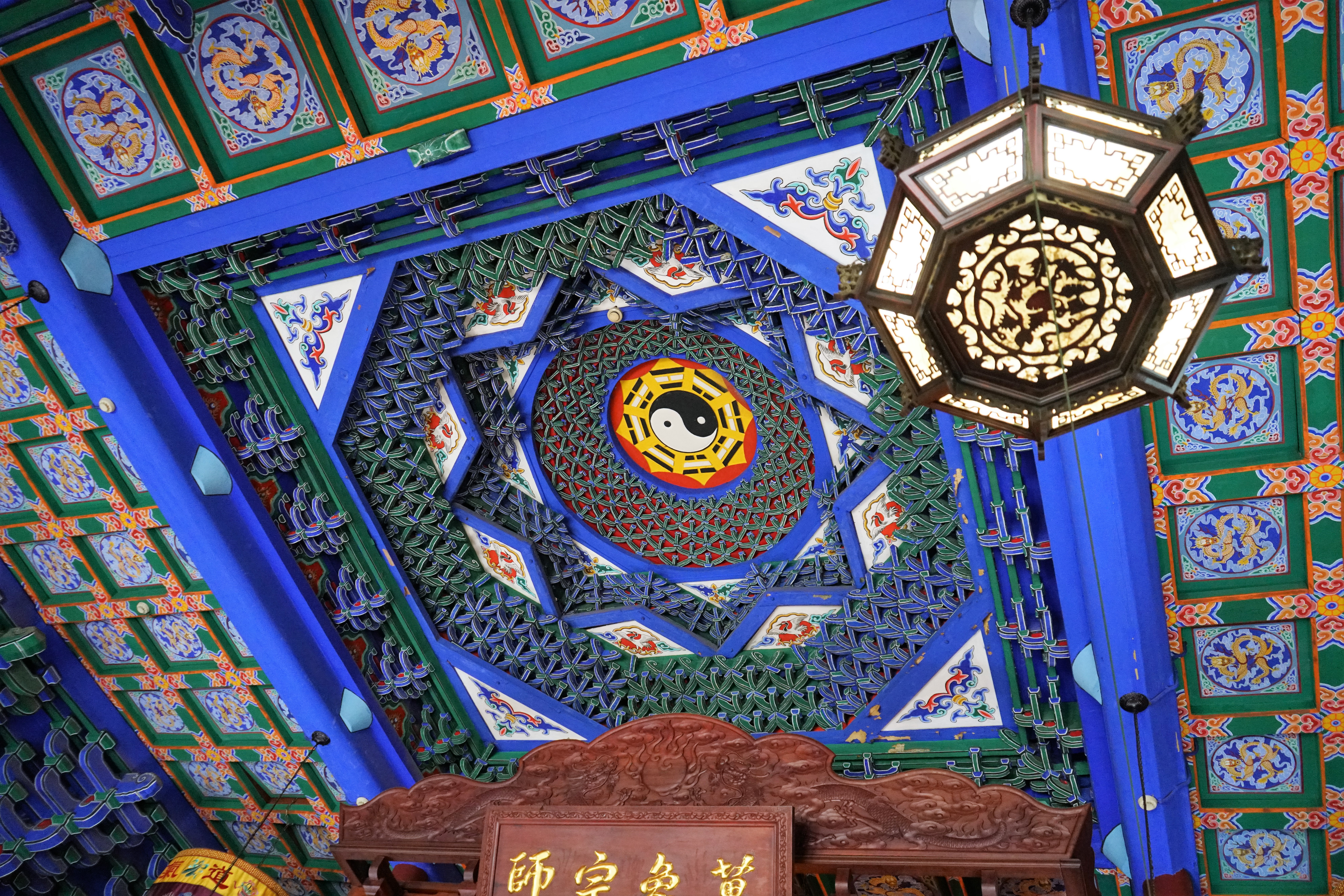
紫微殿天井
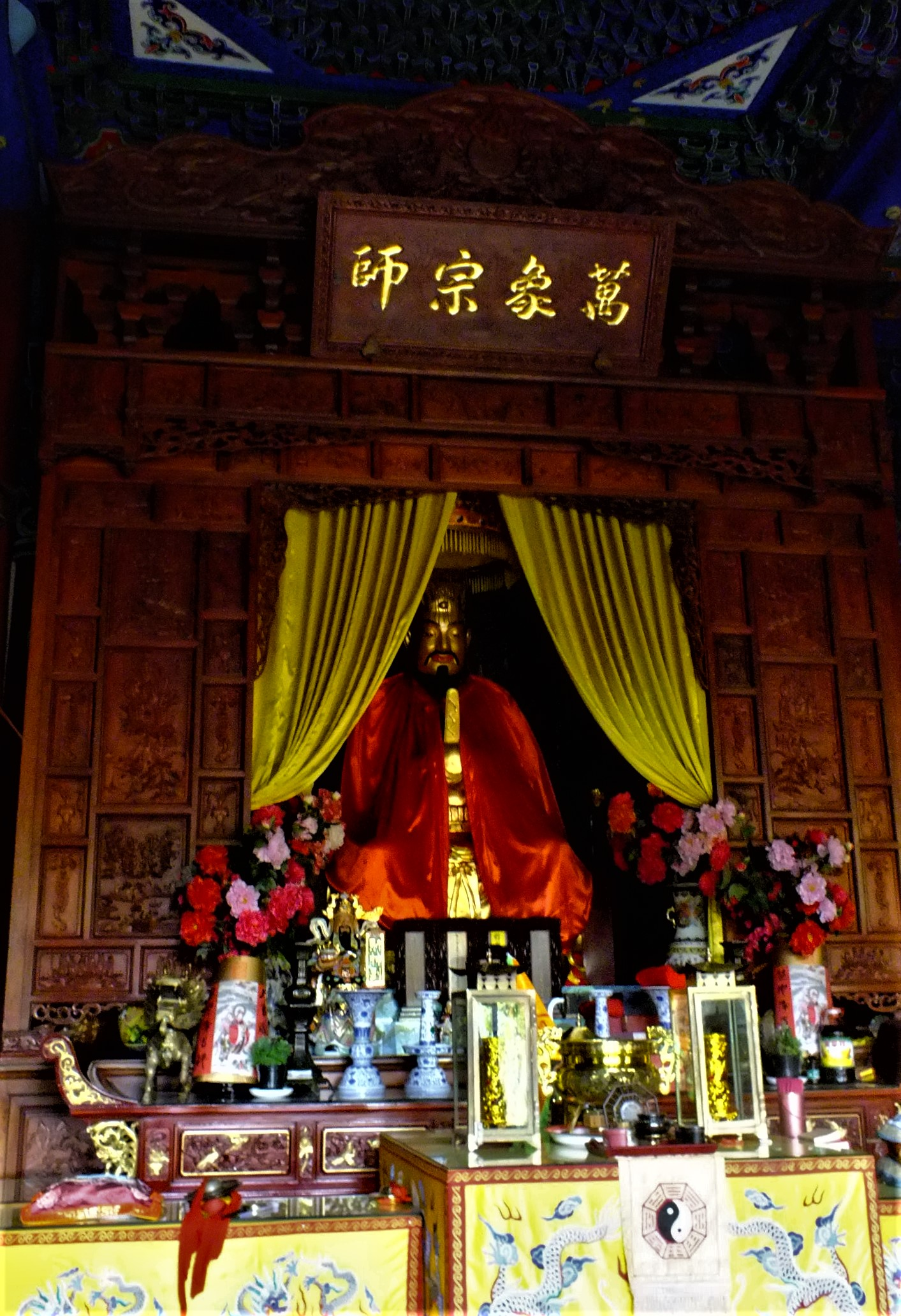
北極紫微大帝像
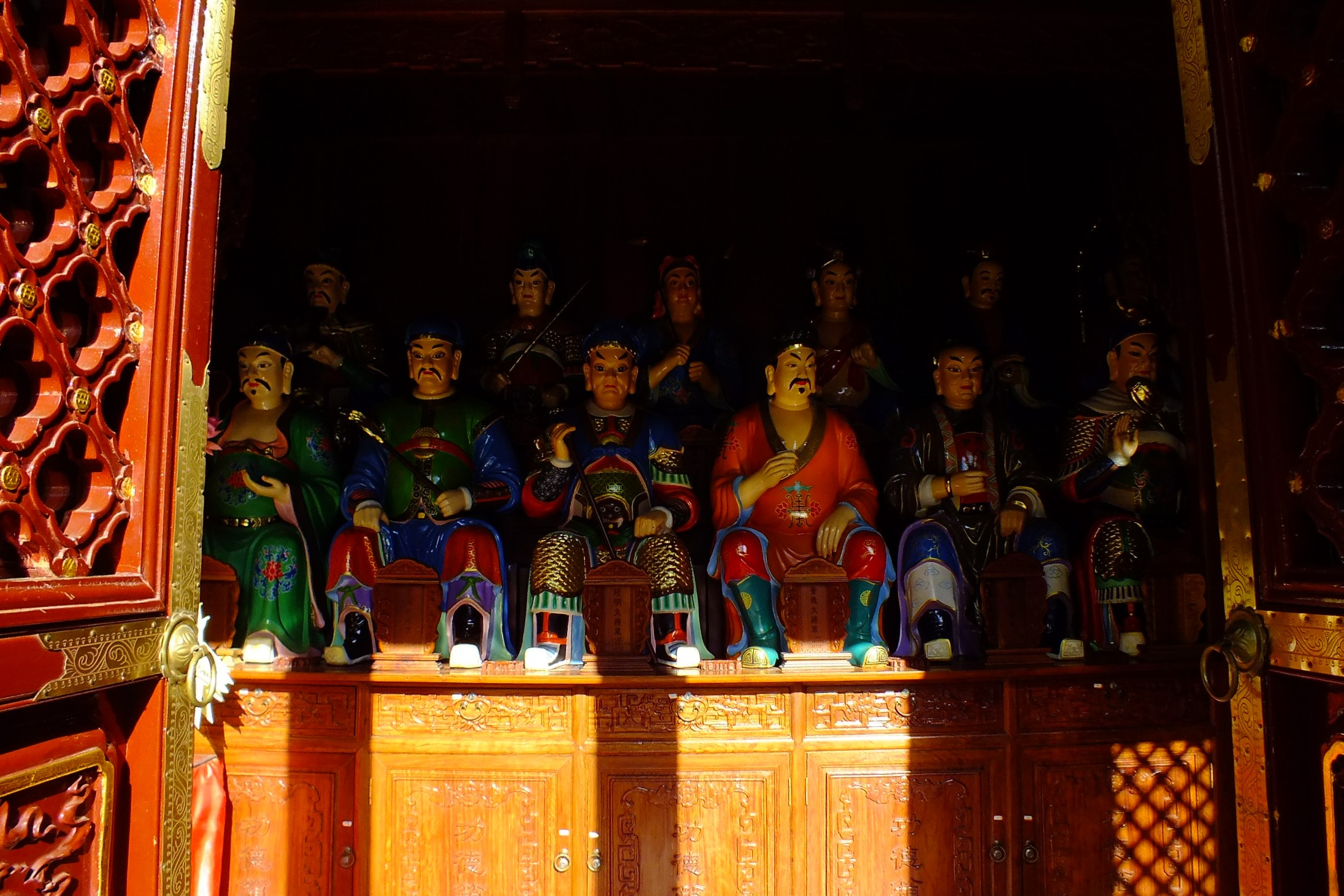
元辰殿